# 東上横浜ベイサイドきっぷ

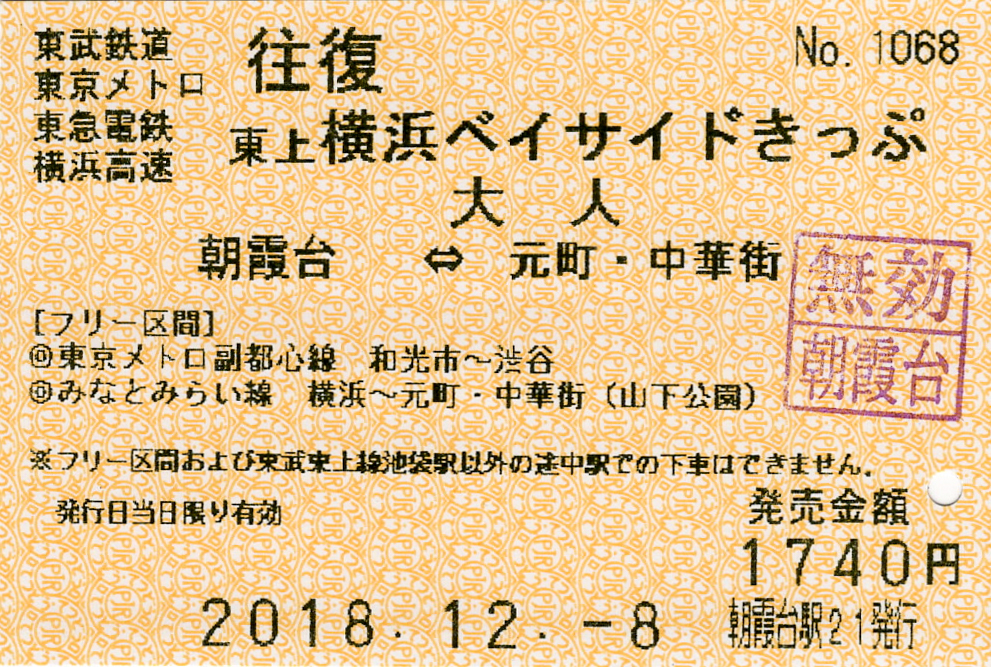
東上横浜ベイサイドきっぷ

東上横浜ベイサイドきっぷは、東武鉄道が発売している一日乗車券である。

## 概要
下記の往復券とフリーパスがセットになった乗車券である。
- 東武東上線（池袋駅 - 和光市駅間各駅・みなみ寄居駅および寄居駅は除く）・東武越生線（JR東日本に業務委託していたために発行していなかった越生駅は、2019年3月16日よりJR側が無人駅化した事に伴う有人駅化により取り扱い開始）発駅 - 東上線和光市駅までの往復乗車券。また、副都心線への乗り換えができる池袋駅での乗り降りも自由。
- 東京メトロ副都心線内が乗り降り自由。
- 東急東横線渋谷駅　-　横浜駅の往復乗車券。
- 横浜高速鉄道みなとみらい線内が乗り降り自由。

## 有効期限
- 1日限り有効

## 発売箇所
- 東武東上線（池袋駅 - 和光市駅間各駅・みなみ寄居駅および寄居駅は除く）・越生線各駅窓口